# Jean Bourguignon (écrivain)

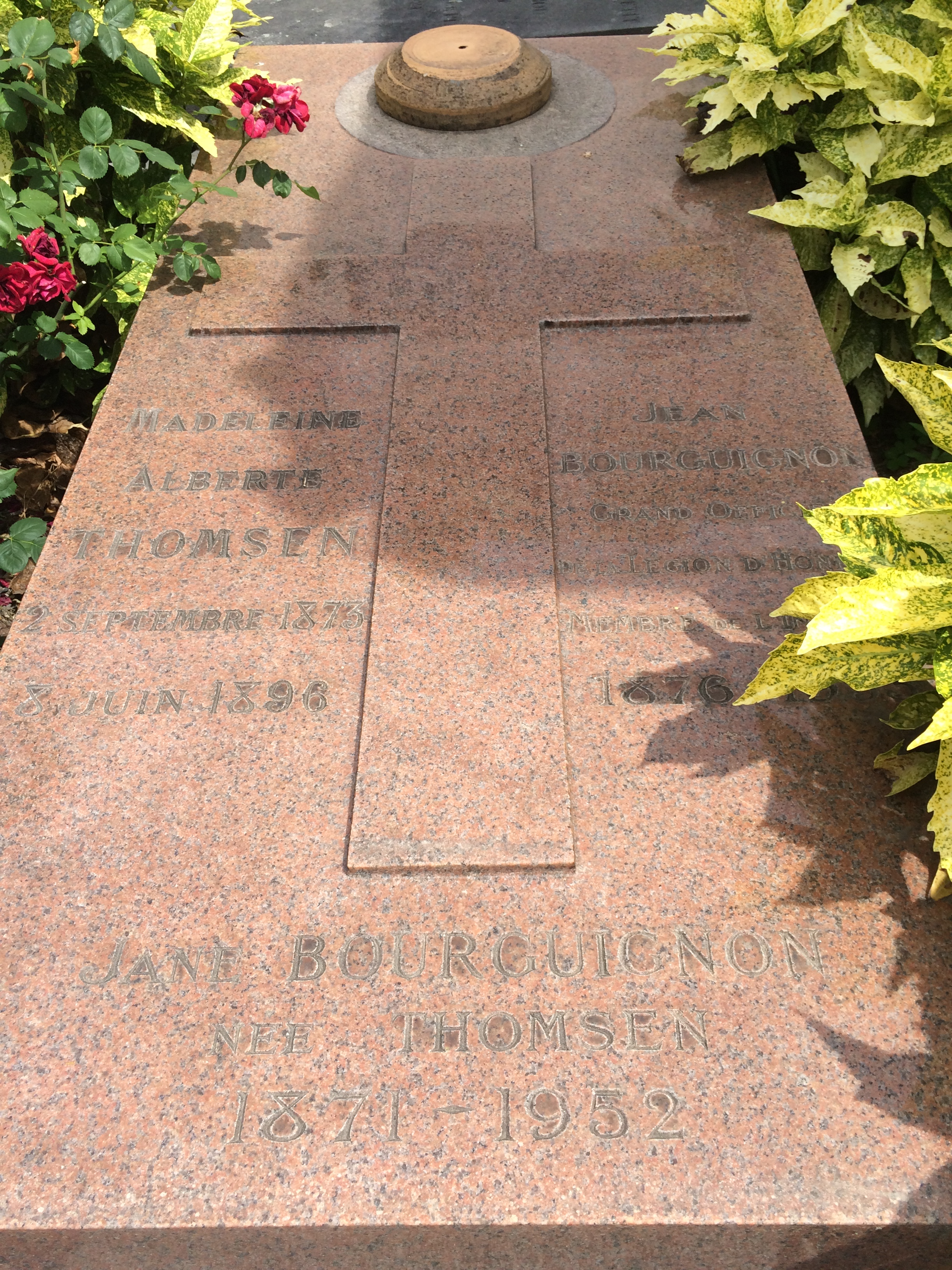
Tombe de Jean Bourguignon au cimetière ancien de Neuilly-sur-Seine (div. 9).

Jean Bourguignon, né le 7 avril 1876 à Charleville-Mézières et mort le 10 décembre 1953  dans le 7e arrondissement de Paris, est un écrivain français.

## Biographie
Joseph Jean Bourguignon est le fils de Jean-Baptiste Joseph Paul Bourguignon, représentant de commerce, et de Marie Louise Chérie Richard.
Il étudie à l’école des Hautes-Études de la Sorbonne, licencié d'histoire.
En 1916, il est nommé conservateur du château de Malmaison.
Il épouse, en 1926, Joséphine Marie Thomsey.
Il dirige le musée de l'Armée aux Invalides, il est conservateur en chef des musées nationaux.
Il fonde et dirige la Revue d'Ardenne et d'Argonne.
Il est membre de l'Académie des beaux-arts (membre libre, en 1949, au fauteuil n°8).

## Œuvres
- Les Adieux de Malmaison..., Paris, J. Vrin, 1930.
- Les Adieux de Malmaison, 29 juin 1815..., Paris, P. Lechevalier, 1947.
- Corvisart, premier médecin de Napoléon, Lyon, Baschet, 1937.
- Retour des cendres, Paris, Plon, 1941.
- Napoléon, Paris, TEL, 1943, prix Hercule-Catenacci de l’Académie française en 1944.
- La Vie et l'Oeuvre d'Arthur Rimbaud.
- L'Album de voyage de l'Impératrice Joséphine.
- Le Voyage de Pierre Le Grand en 1717.

## Décorations
- Grand officier de la Légion d'honneur (décembre 1948).